# Sous-préfectures de Guinée
Les sous-préfectures sont les divisions administratives de troisième niveau en république de Guinée.

## Historique
En 2009, il y avait 303 sous-préfectures ou commune rurales de développement en abréger CRD en Guinée et 38 sous-préfectures urbaines, dont 5 composent la grande zone urbaine de Conakry; Kaloum, Dixinn, Matam, Ratoma et Matoto .

## Sous-préfectures de Guinée
| Guinée orientale Région de Faranah Préfecture de Dabola Arfamoussaya Banko Bissikrima Dabola-Centre (urbaine) Dogomet Kankama Kindoye Konendou Ndéma Bantoun Dantilia Bambaya Préfecture de Dinguiraye Banora Dialakoro Diatifèrè Dinguiraye-Centre (urbaine) Gagnakaly Kalinko Lansanaya Sélouma Préfecture de Faranah Banian Beindou Faranah-Centre (urbaine) Gnaléah Hérémakonon Kobikoro Marela Passaya Sandéniyah Songoyah Tiro Tindo Préfecture de Kissidougou Albadariah Banama Bardou Beindou Fermessadou-Pombo Firawa-Yomadou Gbangbadou Kissidougou-Centre (urbaine) Koundiatou Manfran Sangardo Yendé-Millimou Yombiro Région de Kankan Préfecture de Kankan Balandougou Baté-Nafadji Boula Gbérédou-Baranama Kanfamoriya Kankan-Centre (urbaine) Koumba Mamouroudou Misamana Moribayah Sabadou-Baranama Tinti-Oulen Tokounou Fodecariah balimana Djimbala Djélibakoro Préfecture de Kérouané Banankoro Damaro Kérouané-Centre (urbaine) Komodou Kounsankoro Linko Sibiribaro Soromayah Préfecture de Kouroussa Babila Balato Banfèlè Baro Cisséla Douako Doura Kiniéro Koumana Komola-Koura Kouroussa-Centre (urbaine) Sanguiana Fadou-Saba Kansereah Préfecture de Mandiana Balandougouba Dialakoro Faralako Kantoumania Kiniéran Koudianakoro Koundian Mandiana-Centre (urbaine) Morodou Niantanina Saladou Sansando Préfecture de Siguiri Bankon Doko Franwalia Kiniébakora Kintinian Maléah Naboun Niagassola Niandankoro Norassoba Siguiri-Centre (urbaine) Siguirini Nounkounkan Didi Kourémalé Tomba Kanssa Tomboni fidako mignada Koumandjanbougou diomabana Région de Nzérékoré Préfecture de Beyla Beyla-Centre (urbaine) Boola Diarraguerela Diassadou Fouala Gbackédou Gbéssoba Karala Koumandou Mousadou Nionsomoridou Samana Sinko Sokourala Tiéwa Préfecture de Guéckédou Bolodou Fangamadou Guéckédou-Centre (urbaine) Guéndembou Kassadou Koundou Nongoa Ouéndé-Kénéma Tékoulo Terméssadou Djibo Préfecture de Lola Bossou Foumbadou Gama Berema Guéassou Kokota Laine Lola-Centre (urbaine) N'Zoo Tounkarata Préfecture de Macenta Balizia Binikala Bofossou Daro Fassankoni Kouankan Koyama Macenta-Centre (urbaine) N'Zébéla Ourémaï Panziazou Sengbédou Sérédou Vasérédou Watanka Préfecture de Nzérékoré Bounouma Gouécké Kobéla Koropara Koulé N'Zérékoré-Centre (urbaine) Palé Samoé Soulouta Womey Yalenzou Préfecture de Yomou Banié Bheeta Bignamou Bowé Diécké Péla Yomou-Centre (urbaine) | Guinée occidentale Région de Boké Préfecture de Boffa Boffa-Centre (urbaine) Colia Douprou Koba-Tatema Lisso Mankountan Tamita Tougnifily Préfecture de Boké Bintimodia Boké-Centre (urbaine) Dabiss Kamsar (urbaine) Kanfarandé Kolaboui Malapouyah Sangarédi (urbaine) Sansalé Tanènè Préfecture de Fria Banguinet Banguingny Fria-Centre (urbaine) Tormelin Préfecture de Gaoual Foulamory Gaoual-Centre (urbaine) Kakony Koumbia Kounsitel Malanta Touba Wendou M'Bour Préfecture de Koundara Guingan Kamaby Koundara-Centre (urbaine) Sambaïlo Saréboïdo Termessé Youkounkoun Région de Kindia Préfecture de Coyah Coyah-Centre (urbaine) Kouriah Manéah Wonkifong Préfecture de Dubréka Badi Dubréka-Centre (urbaine) Faléssadé Khorira Ouassou Tanènè Tondon Préfecture de Forécariah Alassoyah Benty Farmoriyah Forécariah-Centre (urbaine) Kaback Kakossa Kallia Maferenya Moussayah Sikhourou Préfecture de Kindia Bangouya Damankaniah Friguiagbé Kindia-Centre (urbaine) Kolenté Madina-Oula Mambiya Molota Samaya Souguéta Linsan Préfecture de Télimélé Bourouwal Daramagnaki Gougoudjé Koba Kollet Konsotami Missira Santou Sarékali Sinta Sogolon Tarihoye Télimélé-Centre (urbaine) Thionthian Kawessi Région de Labé Préfecture de Koubia Fafaya Gadha-Woundou Koubia-Centre (urbaine) Matakaou Missira Pilimini Préfecture de Labé Dalein Daralabe Diari Dionfo Garambé Hafia Kaalan Kouramandji Labé-Centre (urbaine) Noussy Popodara Sannoun Tountouroun Tarambaly Préfecture de Lélouma Balaya Djountou Hérico Korbè Lafou Lélouma-Centre (urbaine) Linsan Manda Parawol Sagalé Tyanguel-Bori Préfecture de Mali Balaki Donghol Sigon Dougountouny Fougou Gayah Hidayatou Lébékéré Madina Wora Mali-Centre (urbaine) Madina-Salambandé Téliré Touba Yembereng Badougoula Préfecture de Tougué Fatako Fello Koundoua Kansangui Kolangui Kollet Konah Kouratongo Koïn Tangali Tougué-Centre (urbaine) Région de Mamou Préfecture de Dalaba Bodié Dalaba-Centre (urbaine) Ditinn Kaala Kankalabé Kébali Koba Mafara Mitty Mombéyah Préfecture de Mamou Bouliwel Dounet Gongorèt Kégnéko Konkouré Mamou-Centre (urbaine) Nyagara Ouré-Kaba Porédaka Saramoussayah Soyah Téguéréya Timbo Tolo Préfecture de Pita Bantignel Bourouwal-Tappé Donghol-Touma Gongorè Ley-Miro Maci Ninguélandé Pita-Centre (urbaine) Sangaréyah Sintali Timbi Madina Timbi-Touny Zone spéciale de Conakry Région de Conakry Dixinn (urbaine) Kaloum (urbaine) Matam (urbaine) Matoto (urbaine) Ratoma (urbaine) Kassa (urbaine) |

## Voir également